# Mieczysław Dziubdziela
Mieczysław Dziubdziela (ur. 3 marca 1916, zm. 3 kwietnia 1991) – samorządowiec, działacz PPR, pierwszy powojenny burmistrz Kłodzka w latach 1945–1946 oraz starosta powiatu kłodzkiego w 1946 roku.

## Życiorys
W młodości wstąpił do Polskiej Partii Robotniczej. W połowie maja 1945 r. został powołany przez Stanisława Piaskowskiego, wojewodę wrocławskiego na stanowisko burmistrza Kłodzka. Do miasta przybył w drugiej połowie maja, w celu objęcia urzędu i zorganizowaniu administracji polskiej w mieście.

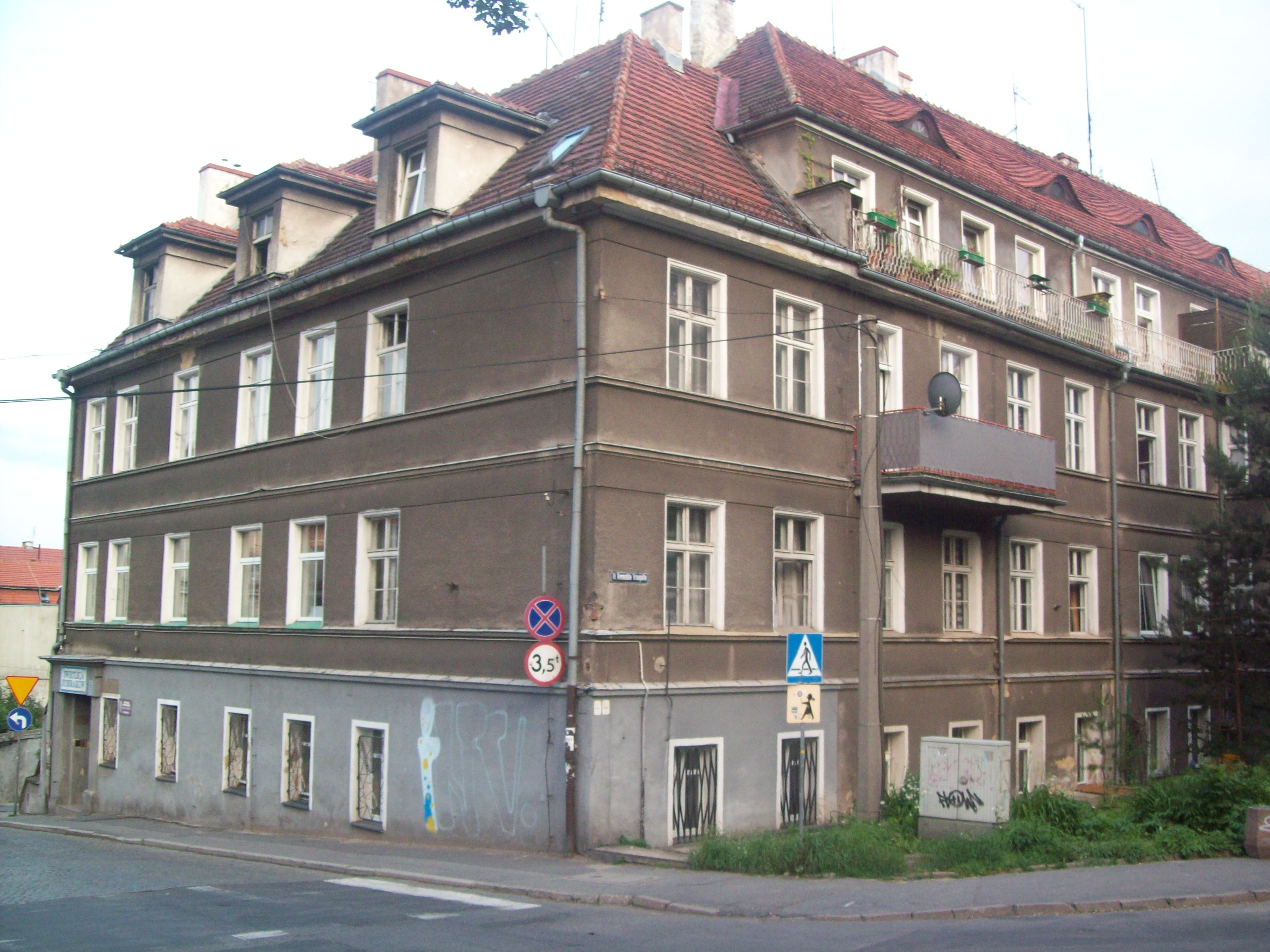
Kamienica przy ul. Traugutta 1 – pierwsza siedziba polskich władz miejskich

Zaraz po przybyciu do Kłodzka zaadaptował na tymczasową siedzibę polskich władz miejskich budynek przy ul. Traugutta 1, który został wyznaczony przez radzieckiego komendanta miasta. Niedługo potem nowe władze miejskie otrzymały zakaz pokazywania się w mieście, co spowodowane było pojawiającymi się roszczeniami czechosłowackimi do ziemi kłodzkiej. Ostatecznie areszt domowy został cofnięty na początku czerwca po interwencji wojewody wrocławskiego u dowódcy I Frontu Ukraińskiego marszałka Iwana Koniewa.
20 czerwca 1945 r. ostatni niemiecki burmistrz Kłodzka Johann Knüppel oraz jego zastępca Ruffert przekazali uroczyście władzę w mieście Dziubdzieli i Zarządowi Miejskiemu pod jego przewodnictwem. Został odwołany z funkcji 27 stycznia 1946 r. Zawdzięcza się mu zorganizowanie polskiej administracji w Kłodzku.
Jego odwołanie związane było z objęciem przez niego stanowiska starosty kłodzkiego, które miało miejsce dzień później, to jest 28 stycznia 1946 r. Funkcję tę sprawował niespełna przez kilka miesięcy, zostając odwołany 25 lipca tego samego roku, zasiadając jednocześnie w zarządzie powiatowym partii.
Pochowany na Cmentarzu Osobowickim.